# Coenosia bartaki
Coenosia bartaki is een vliegensoort uit de familie van de echte vliegen (Muscidae). De wetenschappelijke naam van de soort is voor het eerst geldig gepubliceerd in 1991 door Gregor.